# Nouvelle-Zélande aux Jeux olympiques d'hiver de 1972
Cet article contient des informations sur la participation et les résultats de la Nouvelle-Zélande aux Jeux olympiques d'hiver de 1972, qui ont eu lieu à Sapporo au Japon. 

## Résultats

### Ski alpin

#### Hommes
| Athlète         | Épreuve      | Manche 1      | Manche 1 | Manche 2      | Manche 2 | Total         | Total |
| Athlète         | Épreuve      | Temps         | Rang     | Temps         | Rang     | Temps         | Rang  |
| --------------- | ------------ | ------------- | -------- | ------------- | -------- | ------------- | ----- |
| Ross Ewington   | Descente     |               |          |               |          | 2 min 04 s 75 | 49    |
| Chris Womersley | Descente     |               |          |               |          | 2 min 02 s 24 | 41    |
| Ross Ewington   | Slalom géant | Disqualifié   | –        | –             | –        | Disqualifié   | –     |
| Chris Womersley | Slalom géant | 1 min 41 s 65 | 37       | 1 min 48 s 78 | 35       | 3 min 30 s 43 | 35    |

#### Slalom hommes
| Athlète         | Classification | Classification | Finale          | Finale | Finale          | Finale | Finale          | Finale |
| Athlète         | Temps          | Rang           | Temps Manche 1  | Rang   | Temps Manche 2  | Rang   | Total           | Rang   |
| --------------- | -------------- | -------------- | --------------- | ------ | --------------- | ------ | --------------- | ------ |
| Chris Womersley | 1 min 48 s 49  | 4              | Inconnu         | 35     | N'a pas terminé | –      | N'a pas terminé | –      |
| Ross Ewington   | 1 min 54 s 16  | 5              | N'a pas terminé | –      | –               | –      | N'a pas terminé | –      |